# Euphorbia guentheri
Euphorbia guentheri är en törelväxtart som först beskrevs av Ferdinand Albin Pax, och fick sitt nu gällande namn av Peter Vincent Bruyns. Euphorbia guentheri ingår i släktet törlar, och familjen törelväxter.
Artens utbredningsområde är Kenya. Inga underarter finns listade i Catalogue of Life.

## Bildgalleri

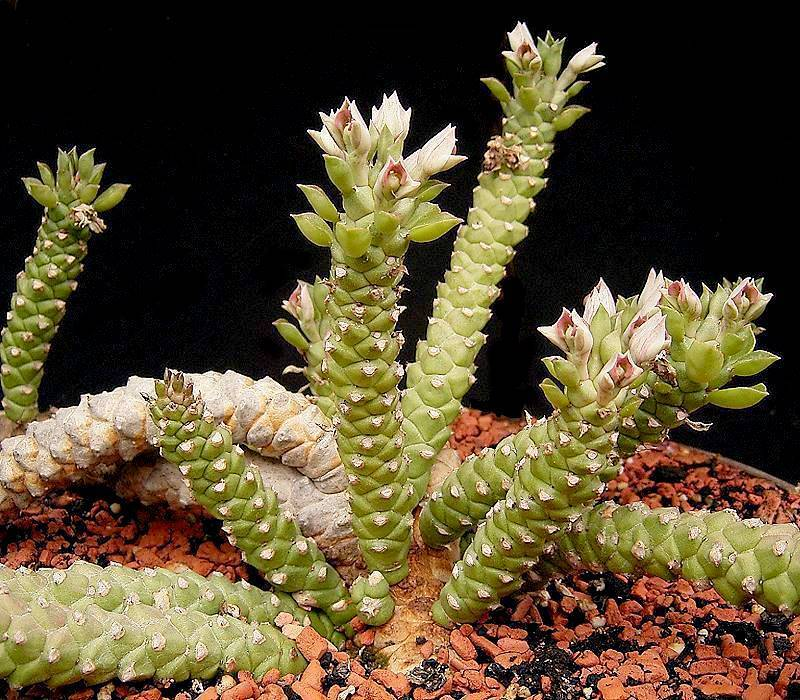
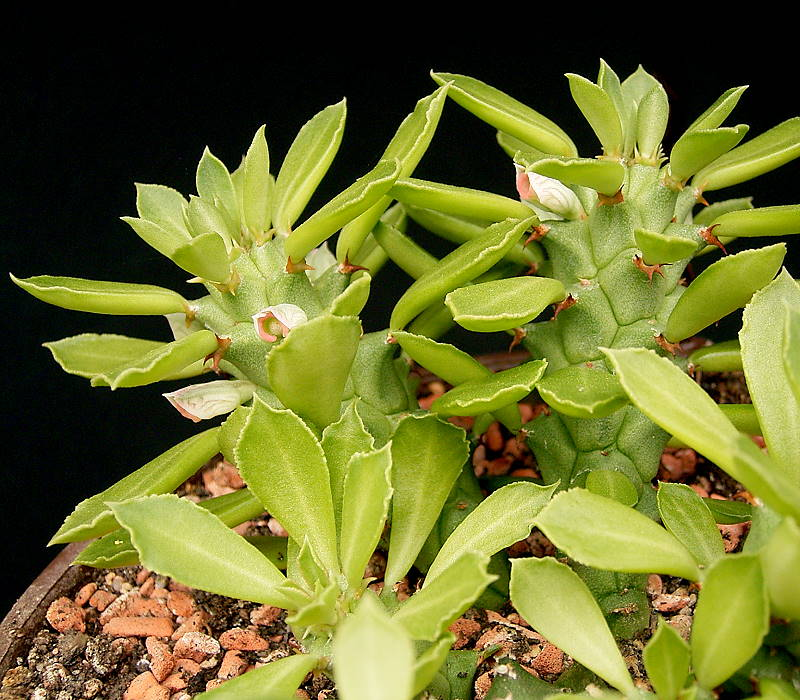
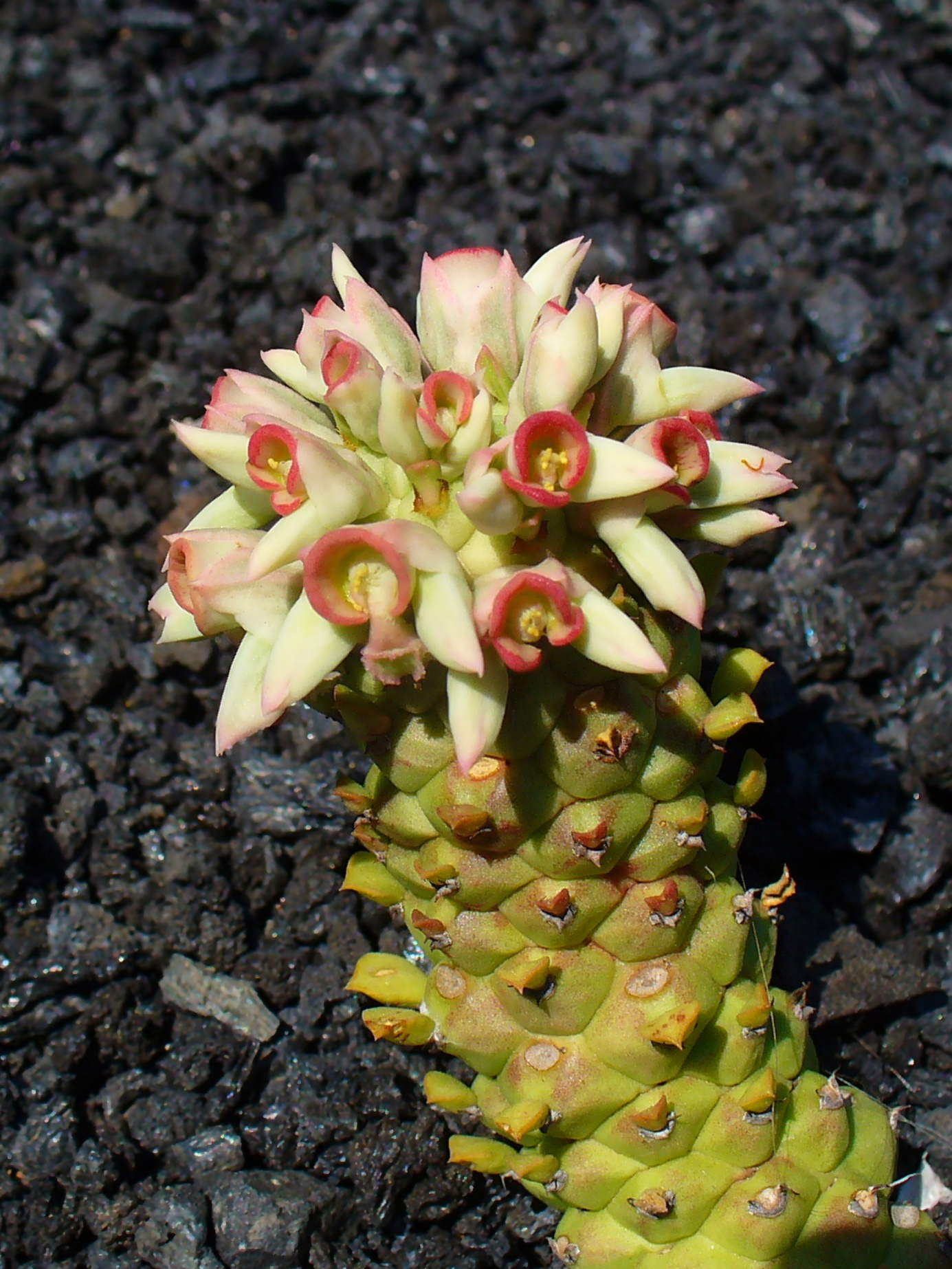
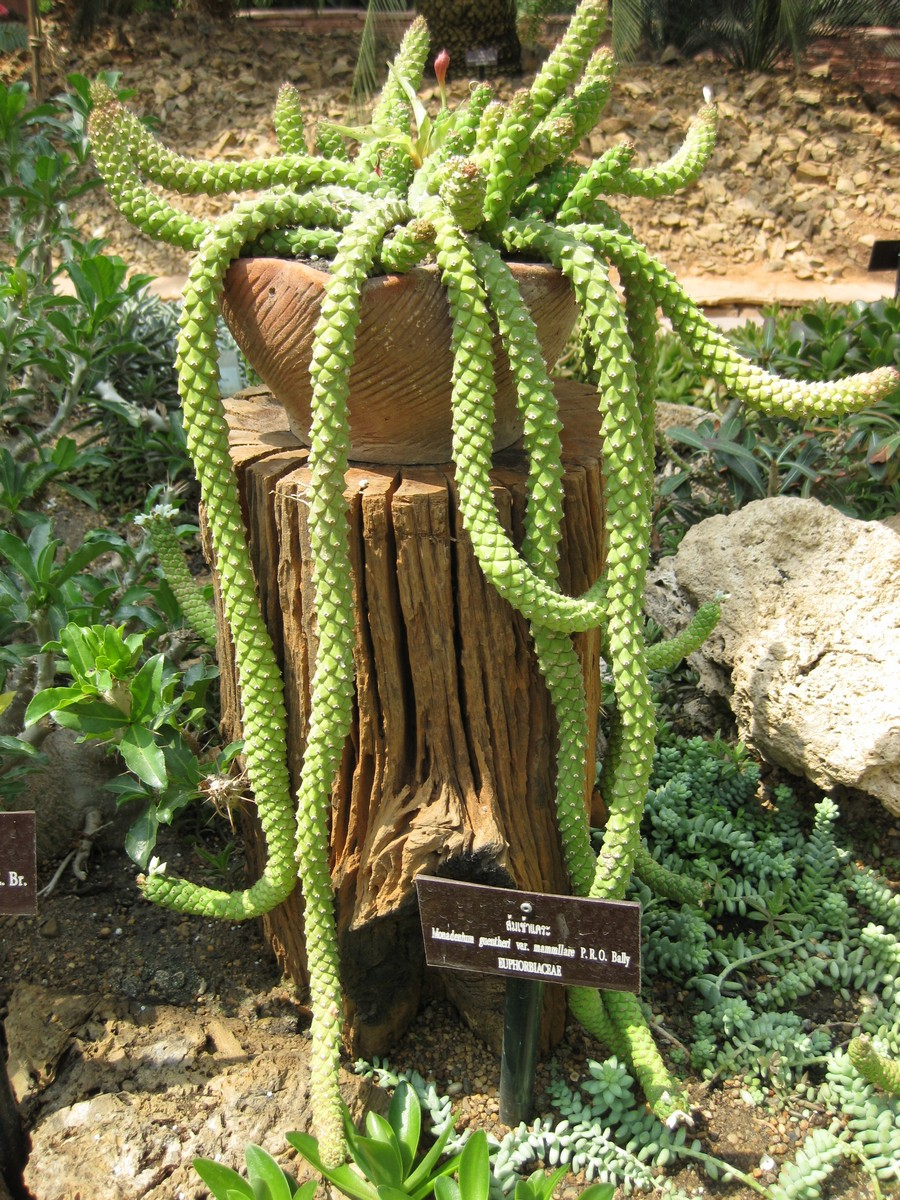
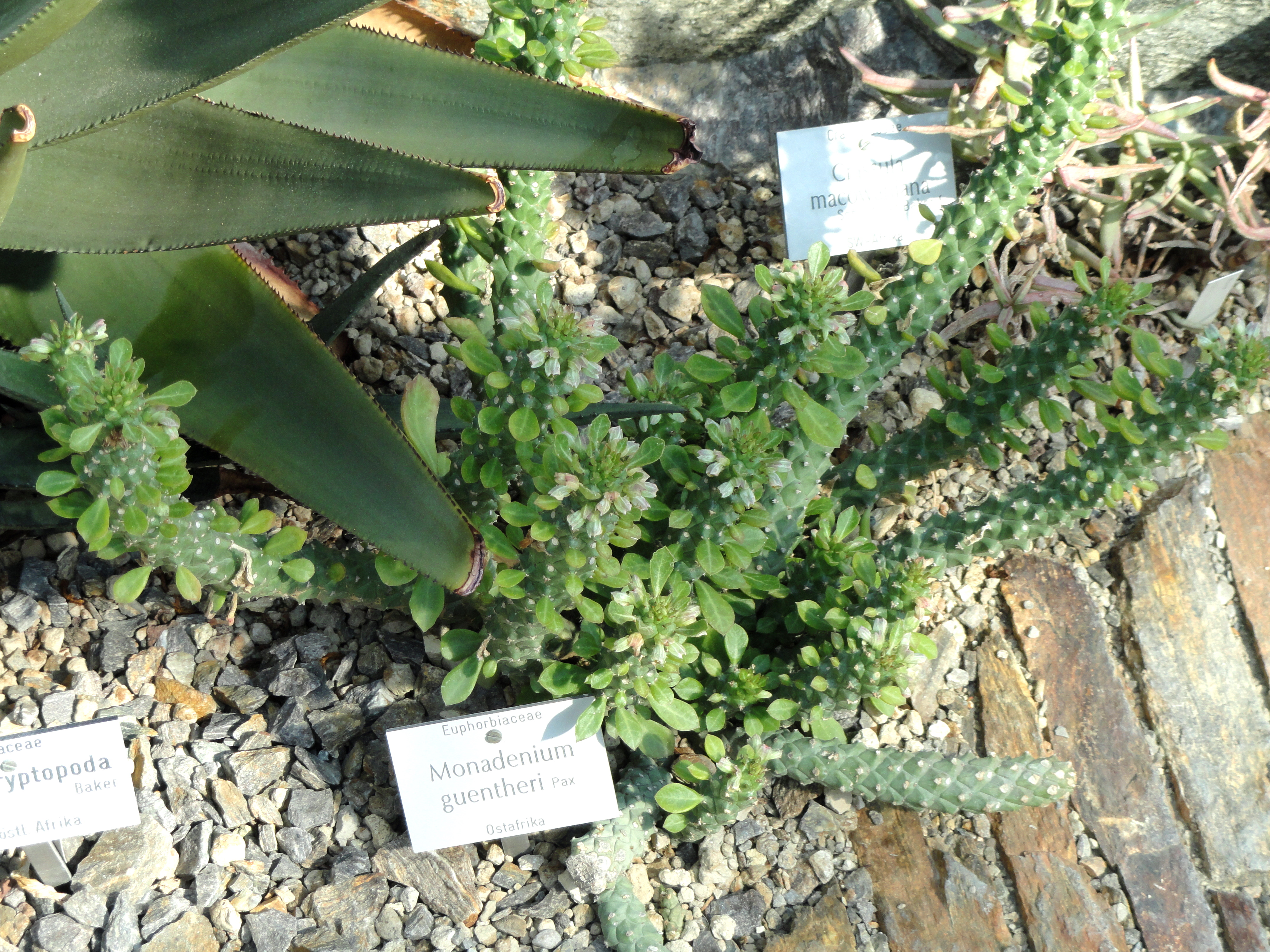